# Aeroportul Eugenio María de Hostos
Aeroportul Eugenio María de Hostos (IATA: MAZ, ICAO: TJMZ, FAA LID: MAZ) este un aeroport din Puerto Rico, Statele Unite ale Americii ce deservește zona Mayagüez⁠(d). Aeroportul a fost tranzitat în septembrie 2020 de 754 de pasageri.
Situat la o altitudine de 9 m, aeroportul dispune de 1 pistă.

## Infrastructură

### Piste
Aeroportul dispune de o singură pistă. Pista 09/27 are suprafața de asfalt și dimensiunile 4.998 picioare × 100 picioare. 